# Miyuki Kanbe
Miyuki Kanbe (神戸 みゆき Kanbe Miyuki?) (7 mai 1984 – 18 iunie 2008) a fost un model, o actriță și o artistă din Prefectura Kanagawa.
Ea a murit în Kawasaki City pe 18 iunie 2008, la ora 4:08 . Cauza morții este citată ca insuficiența cardiacă subită. Înmormântarea ei a avut loc în Kawasaki, Prefectura Kanagawa, pe 21 iunie 2008.